# Кресовіци
Кресовіци (пол. Kresowicy) — колишній польський етнічний клуб копаного м'яча в місті Збараж.

## Відомості
У 1934 році — один з 8-ми найкращих футбольних клубів Тернопільського воєводства, які розігрували між собою першість Окружної ліги в класі «Б» (інші — «Поділля», «Легіон», «Креси», «Егуда», «ŻRKS» — усі з Тернополя, «Спарта» (Теребовля), «Яніна» (Золочів)).